# خط طول 177° شرق
خط طول 177° شرق خط غرينتش هو خط طول ينطلق من القطب الشمالي وينتهي إلى القطب الجنوبي بمروره عبر المحيط المتجمد الشمالي، آسيا، المحيط الهادئ، نيوزيلندا، المحيط المتجمد الجنوبي وأنتاركتيكا. وهو يشكل دائرة متكاملة مع خط طول 3 غرب.

## من القطب إلى القطب
يعبر خط طول 177° شرق من القطب الشمالي إلى القطب الجنوبي عبر المناطق التالية:
| الإحداثيات                           | الدولة، البحر أو الأرض |
| ------------------------------------ | ---------------------- |
| 90°0′N 177°0′E / 90.000°N 177.000°E  | المحيط المتجمد الشمالي |
| 72°15′N 177°0′E / 72.250°N 177.000°E | بحر سيبيريا الشرقي     |
| 69°37′N 177°0′E / 69.617°N 177.000°E | روسيا                  |
| 62°31′N 177°0′E / 62.517°N 177.000°E | بحر بيرينغ             |
| 52°0′N 177°0′E / 52.000°N 177.000°E  | المحيط الهادئ          |
| 37°56′S 177°0′E / 37.933°S 177.000°E | نيوزيلندا              |
| 39°17′S 177°0′E / 39.283°S 177.000°E | المحيط الهادئ          |
| 39°38′S 177°0′E / 39.633°S 177.000°E | نيوزيلندا              |
| 39°47′S 177°0′E / 39.783°S 177.000°E | المحيط الهادئ          |
| 60°0′S 177°0′E / 60.000°S 177.000°E  | المحيط المتجمد الجنوبي |
| 77°50′S 177°0′E / 77.833°S 177.000°E | أنتاركتيكا — منطقة روس |